# Stationsbeamter
Als Stationsbeamte wurden bei den Schweizerischen Bundesbahnen  (SBB) die Assistenten des Bahnhofsvorstands bezeichnet. Die heutige Berufsbezeichnung lautet in Deutschland und der Schweiz Bahnbetriebsdisponent  
Sie arbeiten vorwiegend auf kleinen Bahnhöfen, regeln den stationären Eisenbahnverkehr, erledigen den Gepäckdienst und verkaufen Fahrkarten. Stationsbeamte konnten zum Bahnhofvorsteher befördert werden.
Aufgrund der Sparmassnahmen der Schweizerischen Bundesbahnen und anderer Bahngesellschaften ist dieser Beruf weitgehend ausgestorben, da kleine Bahnhöfe automatisiert wurden.